# Еман
Еман (фр. Esmans) је насељено место у Француској у региону Париски регион, у департману Сена и Марна.
По подацима из 2011. године у општини је живело 889 становника, а густина насељености је износила 49,86 становника/km².

## Демографија
| 1962. | 1968. | 1975. | 1982. | 1990. | 2011. |
| ----- | ----- | ----- | ----- | ----- | ----- |
| 562   | 534   | 665   | 722   | 953   | 889   |